# Steve Williams (roer)
Stephen David "Steve" Williams (OBE) (født 15. april 1976 i Royal Leamington Spa, England) er en engelsk tidligere roer, dobbelt olympisk guldvinder og firedobbelt verdensmester.

## Karriere
Williams vandt en guldmedalje ved OL 2004 i Athen, som del af den britiske firer uden styrmand. Bådens øvrige besætning var James Cracknell, Ed Coode og Matthew Pinsent. Fire år senere, ved OL 2008 i Beijing, vandt han sin anden guldmedalje i disciplinen, denne gang sammen med Tom James, Pete Reed og Andrew Triggs Hodge. Det var de eneste to udgaver af OL han deltog i.
Williams vandt desuden hele fire VM-guldmedaljer gennem karrieren, en i firer med styrmand (2000) og tre i firer uden styrmand (2001, 2005 og 2006). Det blev desuden til to sølvmedaljer i firer uden styrmand i henholdsvis 2002 og 2003.

## Resultater

### OL-medaljer
- 2004:  Guld i firer uden styrmand
- 2008:  Guld i firer uden styrmand

### VM-medaljer
- VM i roning 2000:  Guld i firer med styrmand
- VM i roning 2001:  Guld i firer uden styrmand
- VM i roning 2005:  Guld i firer uden styrmand
- VM i roning 2006:  Guld i firer uden styrmand
- VM i roning 2002:  Sølv i firer uden styrmand
- VM i roning 2003:  Sølv i firer uden styrmand